# Пури (город)
Пу́ри (ория ପୁରୀ, хинди पुरी, англ. Puri (произношение)о файле) — город в юго-восточной Индии, в штате Орисса. Административный центр округа Пури.

## География и климат
Расположен на берегу Бенгальского залива, примерно в 60 км к югу от города Бхубанешвар.
Высота города над уровнем моря составляет 0 м.
Самые жаркие месяцы — май и июнь со средними максимумами 33 и 32 °C соответственно; самые холодные месяцы — декабрь и январь, со средними минимумами 17 и 18 °C. Средняя годовая норма осадков — 1341 мм. Самые дождливый месяц — август, со средней нормой 301 мм; самый засушливый месяц — декабрь, с нормой всего 5 мм.

## Население
Население Пури по данным переписи 2011 года составляет 201 026 жителей, из которых 104 267 мужчин и 96 759 женщин. Уровень грамотности составляет 89,38 %.

## Достопримечательности
Город известен как древний центр паломничества. Главной святыней является храм Джаганнатхи, построенный, по легенде, царём Индрадьюмной около 5000 лет назад. Храм многократно перестраивался, в современном виде существует с VIII века. Знаменит проводимым ежегодно фестивалем колесниц — Ратха-ятрой. Для неиндусов доступ в храм запрещён.
Расположенный на берегу Бенгальского залива, Пури известен также как популярный морской курорт.

## Галерея
- Фестиваль Ратха-ятра
- Одна из улиц города
- Одна из улиц города